# Mesochorus ater
Mesochorus ater är en stekelart som beskrevs av Julius Theodor Christian Ratzeburg 1848. Mesochorus ater ingår i släktet Mesochorus och familjen brokparasitsteklar. Inga underarter finns listade i Catalogue of Life.